# Diane Sawyer
Diane Sawyer (Glasgow, 22 de dezembro de 1945) é uma jornalista norte-americana. Trabalhou no Serviço de Imprensa da Casa Branca servindo na administração do Presidente Richard Nixon e no time de transição Nixon-Ford em 1974-1975.
Em 1978 começou a trabalhar na CBS News, sendo correspondente política e co-âncora do CBS Morning News em 1981. Passou a trabalhar na divisão investigativa da CBS News, propriamente dito o 60 Minutes por cinco anos.
Em 1989 começou a trabalhar na ABC News, sendo co-âncora do Primetime Live. Entre 1998 até 2000 foi co-âncora na revista eletronica 20/20 sendo que as quartas dividia a apresentação com Sam Donaldson. E aos domingos com a célebre apresentadora Barbara Walters. Em 1999 retornou aos programas matutinos na co-apresentação do Good Morning America com o jornalista Charles Gibson e Robin Roberts, (sendo que em 2006 Charles Gibson trocou o GMA pelo principal noticiário da emissora o ABC World News with Charles Gibson) ela continuou no GMA com a jornalista Robin Roberts e Chris Cuomo. Em 2 de setembro foram anunciadas modificações no casting de âncoras da ABC News, desencadeadas pelo pedido de saída de Charles Gibson no ABC World News sendo que Diane Sawyer foi anunciada a nova âncora, começando as emissões do ABC World News with Diane Sawyer em 18 de dezembro de 2009.
Dos três grandes noticiários americanos, dois são apresentados por mulheres: ABC World News apresentado pela Diane Sawyer e o CBS Evening News apresentado pela Katie Couric.